# Självrättelse
Självrättelse kallas ett beslut som en myndighet tar, formellt ex officio (på eget initiativ), om myndigheten har upptäckt att den själv har gjort fel när den har fattat beslut i ett ärende. Ett beslut genom självrättelse som är till medborgarens fördel kan i många fall fattas utan föregående kommunikation med medborgaren.